# Scaphytopius cornutus
Scaphytopius cornutus är en insektsart som beskrevs av Delong 1944. Scaphytopius cornutus ingår i släktet Scaphytopius och familjen dvärgstritar. Inga underarter finns listade i Catalogue of Life.